# Фомбьо
Фомбьо (итал. Fombio) — коммуна в Италии, располагается в регионе Ломбардия, подчиняется административному центру Лоди.
Население составляет 1807 человек, плотность населения составляет 258 чел./км². Занимает площадь 7 км². Почтовый индекс — 26861. Телефонный код — 0377.
Покровительницей коммуны почитается Пресвятая Богородица, празднование 16 июля.

## История
С 7 по 9 мая 1796 года у Фомбьо произошла битва между Итальянской армией под командованием Наполеона и армией Австрии под командованием Иоганна Больё, окончившаяся победой французов.